# 埃塞克斯 (北卡羅萊納州)
埃塞克斯（英語：Essex）是位於美國北卡羅萊納州哈利法克斯縣的非建制地區。

## 歷史
埃塞克斯的郵局於1886年設立，其後於1955年停運。

## 地理
埃塞克斯所處的海拔為高於海平面83米（即272英呎），而該地所採用的時區為UTC-5，即北美东部时区（EST）。同時該地設有夏令時間，為UTC-5調快一小時，即UTC-4（EDT）。